# Kimamba B
Kimamba B è una circoscrizione urbana (urban ward) della Tanzania situata nel distretto di Kilosa, regione di Morogoro. Conta una popolazione di 5 967 abitanti (censimento 2012).